# Superman: Unbound
Superman: Unbound (bra Superman: Sem Limites) é um filme de animação estadunidense de 2013, dos gêneros ação e ficção científica, dirigido por James Tucker, com roteiro de Bob Goodman baseado na histórias em quadrinhos Brainiac, escrita por Geoff Johns. É o 16º filme do DC Animated Universe.

## Sinopse
O Homem de Aço luta contra Brainiac, um cientista ciborgue alienígena do planeta Colu, que ataca e destrói planetas, responsável pelo sequestro da cidade kriptoniana de Kandor. Seu romance com Lois passa por dificuldades pois ela reclama dele manter segredo do relacionamento amoroso dos dois, inclusive de sua prima Supergirl (Kara Zor-El).

## Elenco
- Matt Bomer como Clark Kent/Superman
- Stana Katic como Lois Lane
- John Noble como Brainiac
- Molly Quinn como Kara Zor-El/Supergirl
- Diedrich Bader como Steve Lombard
- Alexander Gould como Jimmy Olsen
- Frances Conroy como Martha Kent
- Stephen Root como Zor-El
- Jason Beghe como líder dos terroristas
- Sirena Irwin como Alura
- Wade Williams como Perry White
- Melissa da Disney como Thara Ak-Var
- Michael-Leon Wooley como Ron Troupe
- Will Yun Lee como Líder dos Parassoldados
- Ian James Corlett como kryptoniano